# Championnat de Suède de football de deuxième division
Le championnat de Suède de football de deuxième division constitue le deuxième échelon du football suédois. Depuis 2000, ce championnat est nommé Superettan et réunit seize équipes.
Au terme des 30 matches de la saison, les deux clubs arrivés premier et deuxième sont automatiquement promus en Allsvenskan (première division) pour la saison suivante, tandis que le troisième doit disputer un barrage en matches aller-retour contre le club arrivé 14e de première division, dont l'enjeu est une place en première division l'année suivante. En bas du classement, les deux derniers clubs sont automatiquement relégués en Division 1 (troisième division), tandis que les treizième et quatorzième doivent disputer des barrages face aux deux équipes arrivées en tête des deux poules de Division 1.

## Palmarès

### Division 2 (1928-1986)
De 1928 à 1932, la Division 2 se compose de deux poules, Norra (« Nord ») et Södra (« Sud »). Les vainqueurs des deux poules sont promus en première division.
| Saison    | Norra (p)         | Södra (p)       |
| --------- | ----------------- | --------------- |
| 1928-1929 | Sandvikens IF     | Stattena IF     |
| 1929-1930 | IFK Eskilstuna    | Redbergslids IK |
| 1930-1931 | Hallstahammars SK | Malmö FF        |
| 1931-1932 | Sandvikens IF     | IS Halmia       |

De 1932 à 1947, la Division 2 se compose de quatre poules, Norra, Södra, Västra (« Ouest ») et Östra (« Est »). Les premiers de chaque poule s'affrontent en barrages aller-retour (Norra contre Östra et Södra contre Västra), les deux vainqueurs sont promus en première division.
| Saison    | Norra               | Östra                   | Västra           | Södra                   |
| --------- | ------------------- | ----------------------- | ---------------- | ----------------------- |
| 1932-1933 | Gefle IF (p)        | IFK Norrköping          | Krokslätts FF    | Halmstads BK (p)        |
| 1933-1934 | IK Brage            | IK Sleipner (p)         | Fässbergs IF     | Landskrona BoIS (p)     |
| 1934-1935 | IK Brage            | IFK Norrköping (p)      | Gårda BK (p)     | Malmö FF                |
| 1935-1936 | Hallstahammars SK   | Djurgårdens IF (p)      | Billingsfors IK  | Malmö FF (p)            |
| 1936-1937 | IK Brage (p)        | Hammarby IF             | Degerfors IF     | Hälsingborgs IF (p)     |
| 1937-1938 | Hammarby IF         | Hallstahammars SK (p)   | Degerfors IF (p) | Malmö BI                |
| 1938-1939 | Hammarby IF (p)     | IFK Norrköping          | IFK Göteborg (p) | Halmstads BK            |
| 1939-1940 | Reymersholms IK     | IFK Norrköping (p)      | Degerfors IF (p) | IS Halmia               |
| 1940-1941 | Reymersholms IK (p) | IFK Eskilstuna          | GAIS (p)         | Halmstads BK            |
| 1941-1942 | IK Brage            | IFK Eskilstuna (p)      | Lundby IF        | Halmstads BK (p)        |
| 1942-1943 | IK Brage (p)        | Finspångs AIK           | Örgryte IS       | IS Halmia (p)           |
| 1943-1944 | Ludvika FFI (p)     | IFK Eskilstuna          | Billingsfors IK  | Landskrona BoIS (p)     |
| 1944-1945 | Djurgårdens IF (p)  | Åtvidabergs FF          | Tidaholms GIF    | Jönköpings Södra IF (p) |
| 1945-1946 | Surahammars IF      | Örebro SK (p)           | Billingsfors IK  | Landskrona BoIS (p)     |
| 1946-1947 | Ludvika FFI         | Jönköpings Södra IF (p) | Örgryte IS       | Halmstads BK (p)        |

De 1947 à 1953, la Division 2 retrouve un système à deux poules, désormais Nordöstra (« Nord-Est ») et Sydvästra (« Sud-Ouest »). Les vainqueurs des deux poules sont promus en première division.
| Saison    | Nordöstra (p)  | Sydvästra (p)   |
| --------- | -------------- | --------------- |
| 1947-1948 | Örebro SK      | Landskrona BoIS |
| 1948-1949 | Djurgårdens IF | Kalmar FF       |
| 1949-1950 | Örebro SK      | Råå IF          |
| 1950-1951 | Åtvidabergs FF | IFK Göteborg    |
| 1951-1952 | AIK Solna      | IFK Malmö       |
| 1952-1953 | Sandvikens IF  | Kalmar FF       |

De 1953 à 1955, la Division 2 comprend trois poules : Norrland, Svealand et Götaland. Les vainqueurs des trois poules sont promus en première division.
| Saison    | Norrland (p)   | Svealand (p) | Götaland (p) |
| --------- | -------------- | ------------ | ------------ |
| 1953-1954 | Sandvikens AIK | Hammarby IF  | Halmstads BK |
| 1954-1955 | Sandvikens IF  | Västerås SK  | Norrby IF    |

De 1955 à 1971, la Division 2 se compose à nouveau de quatre poules : Norrland, Svealand, Östra Götaland et Västra Götaland. Les deux dernières sont remplacées par Norra Götaland et Södra Götaland à partir de 1966. Les vainqueurs de chaque poule s'affrontent dans un mini-tournoi de trois matches, les deux meilleurs sont promus en première division.
| Saison    | Norrland          | Svealand           | Östra Götaland          | Västra Götaland         |
| --------- | ----------------- | ------------------ | ----------------------- | ----------------------- |
| 1955-1956 | Lycksele IF       | IK Brage           | IFK Malmö (p)           | GAIS (p)                |
| 1956-1957 | GIF Sundsvall     | IFK Eskilstuna (p) | Motala AIF (p)          | Örgryte IS              |
| 1958-1959 | Skellefteå AIK    | Hammarby IF (p)    | Landskrona BoIS         | Örgryte IS (p)          |
| 1959      | IFK Luleå         | Degerfors IF (p)   | Landskrona BoIS         | Jönköpings Södra IF (p) |
| 1960      | IFK Luleå         | Örebro SK (p)      | IFK Kristianstad        | IF Elfsborg (p)         |
| 1961      | GIF Sundsvall     | Djurgårdens IF (p) | Högadals IS (p)         | Östers IF               |
| 1962      | IFK Holmsund      | AIK Solna (p)      | Landskrona BoIS         | IS Halmia (p)           |
| 1963      | GIF Sundsvall     | IFK Eskilstuna (p) | Östers IF               | GAIS (p)                |
| 1964      | GIF Sundsvall (p) | Hammarby IF (p)    | Östers IF               | Halmstads BK            |
| 1965      | Gefle IF          | IK Brage (p)       | Grimsås IF              | GAIS (p)                |
| Saison    | Norrland          | Svealand           | Norra Götaland          | Södra Götaland          |
| 1966      | IFK Holmsund (p)  | Hammarby IF (p)    | IF Saab                 | Gunnarstorps IF         |
| 1967      | Sandvikens IF     | IK Brage           | Åtvidabergs FF (p)      | Östers IF (p)           |
| 1968      | Sandvikens IF     | IK Sirius (p)      | Jönköpings Södra IF (p) | Landskrona BoIS         |
| 1969      | Sandåkerns SK     | Hammarby IF (p)    | Örgryte IS (p)          | Hälsingborgs IF         |
| 1970      | IFK Luleå (p)     | Sandvikens IF      | Skövde AIK              | Landskrona BoIS (p)     |
| 1971      | Sandvikens IF     | IF Saab            | GAIS (p)                | Halmstads BK (p)        |

En 1972, la Division 2 est réduite à trois poules : Norra, Mellersta et Södra. Les trois vainqueurs sont promus en première division.
| Saison | Norra (p) | Mellersta (p) | Södra (p)   |
| ------ | --------- | ------------- | ----------- |
| 1972   | IK Sirius | IF Saab       | IF Elfsborg |

Dès 1973, et jusqu'en 1980, la Division 2 est à nouveau réduite à deux poules Norra et Södra, dont les vainqueurs sont promus en première division.
| Saison | Norra (p)     | Södra (p)      |
| ------ | ------------- | -------------- |
| 1973   | Brynäs IF     | Halmstads BK   |
| 1974   | GIF Sundsvall | Örgryte IS     |
| 1975   | IFK Sundsvall | Kalmar FF      |
| 1976   | BK Derby      | IFK Göteborg   |
| 1977   | Västerås SK   | Åtvidabergs FF |
| 1978   | IFK Sundsvall | IS Halmia      |
| 1979   | IK Brage      | Mjällby AIF    |
| 1980   | AIK Solna     | Örgryte IS     |

En 1986, les vainqueurs des deux poules sont à nouveau automatiquement promus en première division.
| Saison | Norra (p)     | Södra (p)          |
| ------ | ------------- | ------------------ |
| 1986   | GIF Sundsvall | Västra Frölunda IF |

À partir de 1987, la Division 1 devient le deuxième échelon du football suédois. La Division 2 est reléguée au troisième échelon.

### Division 1 (1987-1999)
De 1987 à 1989, les premiers des groupes Norra et Södra sont promus en première division. En 1990, un barrage est organisé entre les vainqueurs des deux groupes, et seul le vainqueur est promu.
| Saison | Norra              | Södra            |
| ------ | ------------------ | ---------------- |
| 1987   | Djurgårdens IF (p) | GAIS (p)         |
| 1988   | Örebro SK (p)      | Halmstads BK (p) |
| 1989   | Hammarby IF (p)    | Östers IF (p)    |
| 1990   | GIF Sundsvall (p)  | BK Häcken        |

Lors des saisons 1991 et 1992, les équipes de Division 1 sont réparties en quatre groupes de huit clubs : Norra, Södra, Östra et Västra. Au terme de la première partie de la saison (« printemps »), les quatre équipes arrivées en tête de leurs groupes respectifs sont regroupées avec les quatre dernières équipes de première division.
| Saison | Norra         | Södra          | Västra             | Östra       |
| ------ | ------------- | -------------- | ------------------ | ----------- |
| 1991   | Kiruna FF     | Trelleborgs FF | Västra Frölunda IF | Hammarby IF |
| 1992   | IFK Sundsvall | Halmstads BK   | BK Häcken          | IK Brage    |

De 1993 à 1999, la deuxième division est à nouveau répartie en groupes Norra et Södra. Les premiers de chaque groupe sont promus en première division, tandis que les seconds doivent disputer un barrage contre les clubs arrivés 11e et 12e en Allsvenskan.
| Saison | Norra          | Norra          | Södra              | Södra             |
| Saison | Vainqueur (p)  | Second         | Vainqueur (p)      | Second            |
| ------ | -------------- | -------------- | ------------------ | ----------------- |
| 1993   | Hammarby IF    | Vasalunds IF   | Landskrona BoIS    | IFK Hässleholm    |
| 1994   | Djurgårdens IF | Umeå FC        | Örgryte IS         | Kalmar FF         |
| 1995   | Umeå FC        | Gefle IF       | IK Oddevold        | GAIS              |
| 1996   | Västerås SK    | Hammarby IF    | IF Elfsborg        | Ljungskile SK (p) |
| 1997   | Hammarby IF    | Djurgårdens IF | Västra Frölunda IF | BK Häcken (p)     |
| 1998   | Djurgårdens IF | Umeå FC (p)    | Kalmar FF          | Landskrona BoIS   |
| 1999   | GIF Sundsvall  | Assyriska FF   | BK Häcken          | GAIS (p)          |

Avec la création du Superettan en 2000, la Division 1 devient le troisième niveau du football suédois (et la Division 2 devient le quatrième niveau).

### Superettan (depuis 2000)
Les deux premiers sont promus en Allsvenskan, tandis que le troisième dispute un barrage contre le club arrivé antépénultième de première division.
| Saison | Vainqueur (p)       | Deuxième (p)      | Troisième             |
| ------ | ------------------- | ----------------- | --------------------- |
| 2000   | Djurgårdens IF      | Malmö FF          | Mjällby AIF           |
| 2001   | Kalmar FF           | Landskrona BoIS   | Mjällby AIF           |
| 2002   | Östers IF           | Enköpings SK FK   | Västra Frölunda IF    |
| 2003   | Kalmar FF           | Trelleborgs FF    | BK Häcken             |
| 2004   | BK Häcken           | Gefle IF          | Assyriska FF (p)      |
| 2005   | AIK Solna           | Östers IF         | GAIS (p)              |
| 2006   | Trelleborgs FF      | Örebro SK         | IF Brommapojkarna (p) |
| 2007   | IFK Norrköping      | Ljungskile SK     | GIF Sundsvall (p)     |
| 2008   | Örgryte IS          | BK Häcken         | IF Brommapojkarna (p) |
| 2009   | Mjällby AIF         | Åtvidabergs FF    | Assyriska FF          |
| 2010   | Syrianska FC        | IFK Norrköping    | GIF Sundsvall         |
| 2011   | Åtvidabergs FF      | GIF Sundsvall     | Ängelholms FF         |
| 2012   | Östers IF           | IF Brommapojkarna | Halmstads BK (p)      |
| 2013   | Falkenbergs FF      | Örebro SK         | GIF Sundsvall         |
| 2014   | Hammarby IF         | GIF Sundsvall     | Ljungskile SK         |
| 2015   | Jönköpings Södra IF | Östersunds FK     | IK Sirius             |
| 2016   | IK Sirius           | AFC United        | Halmstads BK (p)      |
| 2017   | IF Brommapojkarna   | Dalkurd FF        | Trelleborgs FF (p)    |
| 2018   | Helsingborgs IF     | Falkenbergs FF    | AFC Eskilstuna (p)    |
| 2019   | Mjällby AIF         | Varbergs BoIS     | IK Brage              |
| 2020   | Halmstads BK        | Degerfors IF      | Jönköpings Södra IF   |
| 2021   | IFK Värnamo         | GIF Sundsvall     | Helsingborgs IF (p)   |
| 2022   | IF Brommapojkarna   | Halmstads BK      | Östers IF             |
| 2023   | Västerås SK FK      | GAIS              | Utsiktens BK          |
| 2024   | Degerfors IF        | Östers IF         | Landskrona BoIS       |